# Тосколано-Мадерно
Тосколано-Мадерно (итал. Toscolano-Maderno) — коммуна в Италии, располагается в провинции Брешиа области Ломбардия.
Население составляет 7004 человека, плотность населения составляет 125 чел./км². Занимает площадь 56 км². Почтовый индекс — 25088. Телефонный код — 0365.
Покровителями коммуны почитаются святые апостолы Пётр и Павел, празднование 29 июня, и святой Эрколан из Брешии, празднование 12 августа.